# Мечеть Аббаса Мирзы

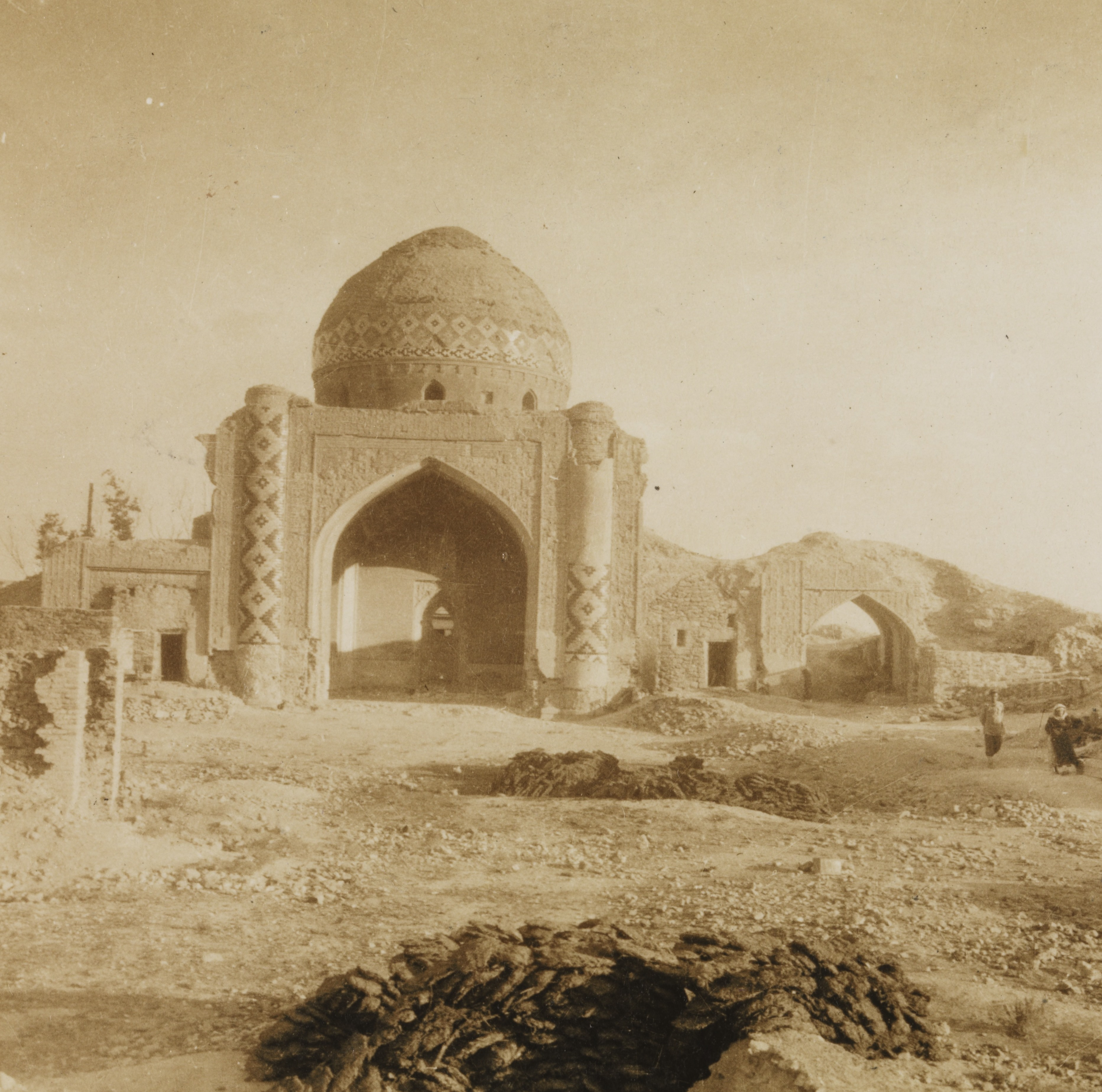
Остатки мечети в 1925 году. Фотограф Фритьоф Нансен

Мечеть Аббаса Мирзы (арм. Աբաս Միրզայի մզկիթ (Абас Mirzayi мзкит'), перс. مسجد عباس میرزا‎, азерб. Abbas Mirzə məscidi) — мечеть шиитского течения ислама в Ереване. Мечеть была построена в девятнадцатом веке Аббасом Мирзой Кованлы-Каджаром. Фасад мечети был покрыт зеленым и синим стеклом, отражающим персидские  архитектурные стили. После захвата Еревана русскими, мечеть была превращена в казарму.
В советское время мечеть вместе с другими религиозными сооружениями — армянскими церквями, храмами и монастырями была заброшена, и до недавнего времени оставалась сохранной лишь одна из стен мечети.